# Haga
Haga (nid. Den Haag [dɛnˈɦaːx], dawna nazwa oficjalna: ‘s-Gravenhage [desxraːvə(n)ˌɦaːɣə]) – miasto w zachodniej Holandii nad Morzem Północnym.
Haga jest siedzibą holenderskiego rządu, parlamentu i rodziny królewskiej. Większość ministerstw i ambasad ma tu swoje siedziby. Haga jest nazywana stolicą administracyjną Holandii, choć stolicą konstytucyjną kraju jest Amsterdam. Haga jest także stolicą prowincji Holandia Południowa (Zuid Holland).
Haga stała się centrum o randze międzynarodowej, znajdują się w niej między innymi siedziby Międzynarodowego Trybunału Sprawiedliwości, Międzynarodowego Trybunału Karnego, Stałego Trybunału Arbitrażowego, Międzynarodowego Instytutu Statystycznego, Międzynarodowego Centrum Prasowego oraz Agencji Unii Europejskiej ds. Współpracy Organów Ścigania (Europol). W Hadze odbywały się konferencje międzynarodowe, na których zawarto Konwencje haskie.

## Historia
Założenie Hagi miało miejsce w XIV wieku. Początkowo była to osada obok zamku myśliwskiego hrabiów Holandii. Siedziba królewska zwana jest „des-Gravenhage”, co oznacza „leśna polana hrabiego”, nazwa pochodzi z XIII wieku, gdy hrabiowie niderlandzcy posiadali w tym miejscu pałac myśliwski w wiosce o nazwie Haghe. Około 1248 roku Wilhelm II postawił tam zamek, który stopniowo został rozbudowany. Od końca XVI wieku Haga była siedzibą Stanów Generalnych i władz administracyjnych Republiki Zjednoczonych Prowincji Niderlandów. Prawa miejskie w roku 1806 nadane zostały przez Ludwika Bonaparte. Od 1815 siedziba dworu królewskiego, rządu i parlamentu.

## Podział administracyjny
- Centrum
- Escamp
- Haagse Hout
  - Benoordenhout
  - Bezuidenhout
  - Haagse Bos
  - Marlot
  - Mariahoeve
- Laak
- Leidschenveen-Ypenburg
- Loosduinen
- Scheveningen
- Segbroek
  - Bomen- en Bloemenbuurt
  - Regentessekwartier
  - Valkenboskwartier
  - Vogelwijk
  - Vruchtenbuurt

## Gospodarka
- przemysł
  - poligraficzny
  - papierniczy
  - odzieżowy
  - porcelanowo-fajansowy
  - meblarski,
  - farmaceutyczny
  - przetwórstwa spożywczego

Znane holenderskie firmy które mają główne siedziby w Hadze:
- Royal Dutch Shell, przedsiębiorstwo petrochemiczne
- KPN, przedsiębiorstwo telekomunikacyjne
- AEGON, towarzystwo ubezpieczeniowe
- TPG, przedsiębiorstwo logistyczne

W Hadze znajduje się jedna z trzech głównych siedzib Schlumberger – największego na świecie przedsiębiorstwa zajmującego się usługami związanymi z obsługą pól naftowych (pozostałe siedziby znajdują się w Houston w Teksasie oraz w Paryżu).
W Hadze znajduje się duży port rybacki. Jest ważnym ośrodkiem handlowym.

## Kultura
Haga stanowi wiodący ośrodek naukowy i kulturalny
- Królewska Akademia Sztuki (założona w roku 1682)
- Królewskie Konserwatorium Muzyczne (założone w roku 1826)
- Biblioteka Królewska (założona w roku 1789)

## Zabytki

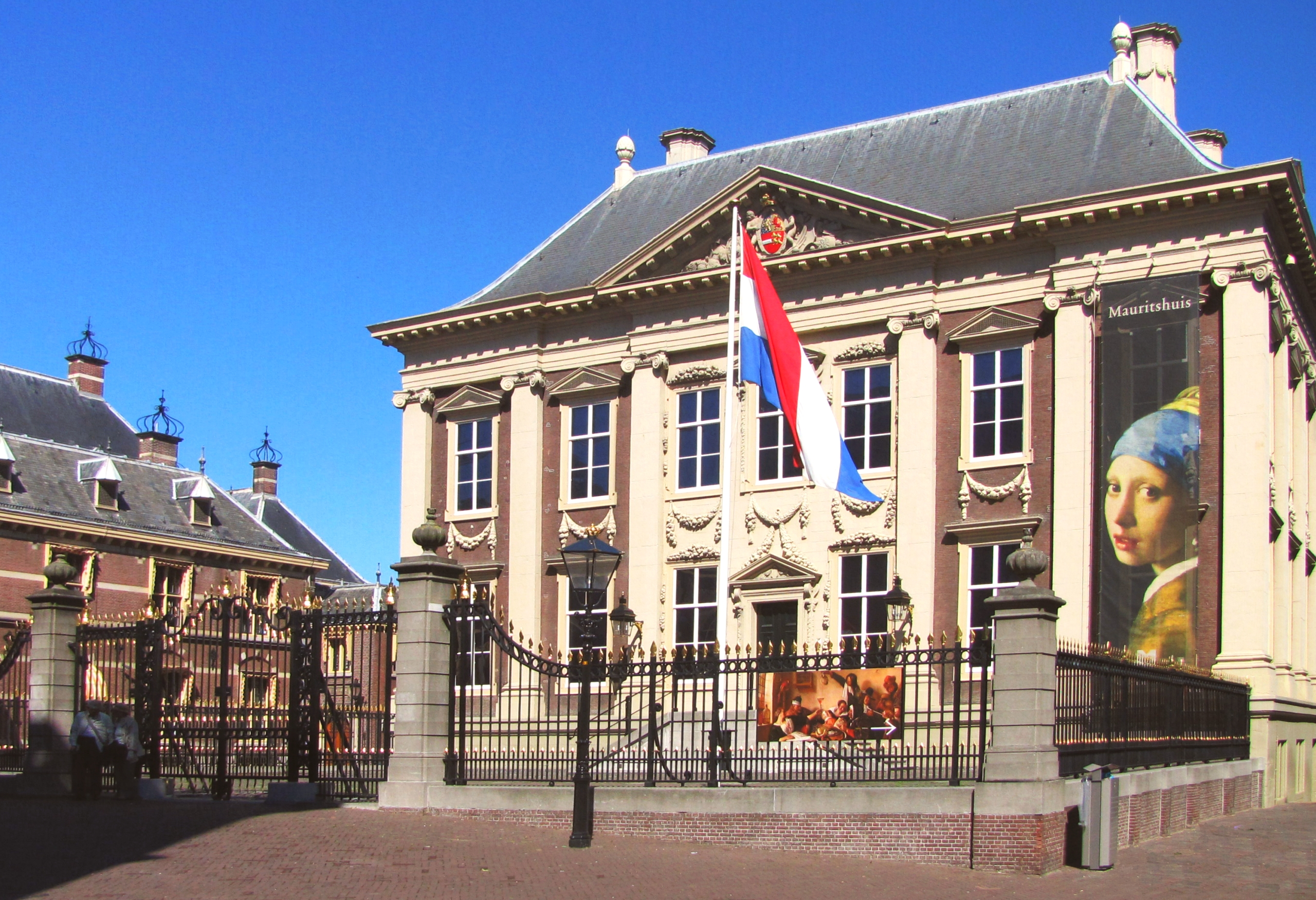
Mauritshuis

Główną atrakcją Hagi jest Sala Rycerska (Ridderzaal) – XIII-wieczna gotycka budowla, znajdująca się w obrębie kompleksu budynków siedziby parlamentu, obejmującego dziedziniec wewnętrzny (Binnenhof) i dziedziniec zewnętrzny (Buitenhof). Niegdyś był to dawny pałac panujących. W Ridderzaal co roku, w każdy trzeci wtorek września (Prinsjesdag) zbiera się parlament, aby wysłuchać mowy tronowej (troonrede) króla. W centrum miasta znajduje się Mauritshuis – muzeum sztuki, posiadające bardzo wartościowe eksponaty, np. dzieła Rembrandta, w tym „Lekcję anatomii doktora Tulpa”, dzieła Vermeera van Delft, Jana Steena, Paulusa Pottera, Rubensa, Memlinga, van der Weydena, Holbeina, van Dycka, Fransa Halsa i innych wybitnych malarzy flamandzkich. W północnej części muzeum znajduje się „Mesdag Panorama” – obraz o rozmiarach 15 m wysokości na 130 m długości, przedstawiający wybrzeże nad Morzem Północnym, Hagę i Scheveningen.
Scheveningen to obecnie nadmorski kurort, niegdyś wioska rybacka. Po drodze z Hagi do Scheveningen znajduje się Madurodam – miniatura całej Holandii w skali 1:25, nazwane od nazwiska George Maduro – studenta, więźnia obozu koncentracyjnego w Dachau, który odznaczył się bohaterskim udziałem w holenderskim ruchu oporu.
Inne zabytki architektury w Hadze to:
- Pałac Królewski – Paleis Huis ten Bosch
- Pałac Królewski – Paleis Noordeinde
- XVI-wieczny ratusz
- Pałac Pokoju – Vredespaleis, w którym mieści się siedziba Międzynarodowego Trybunału Sprawiedliwości.
- kościół Grote Kerk (XIV–XVI wiek), Grote of Sint-Jacobskerk – cenne renesansowo-barokowe wyposażenie i wieża
- kościół Nieuwe Kerk (XVII wiek)
- Oud Katholiekekerk (kościół starokatolicki) (1. połowa XVIII wieku)
- Kurhaus (Grand Hotel Amrâth Kurhaus The Hague otwarty w 1886 roku) w nadmorskim kurorcie Scheveningen

## Galeria

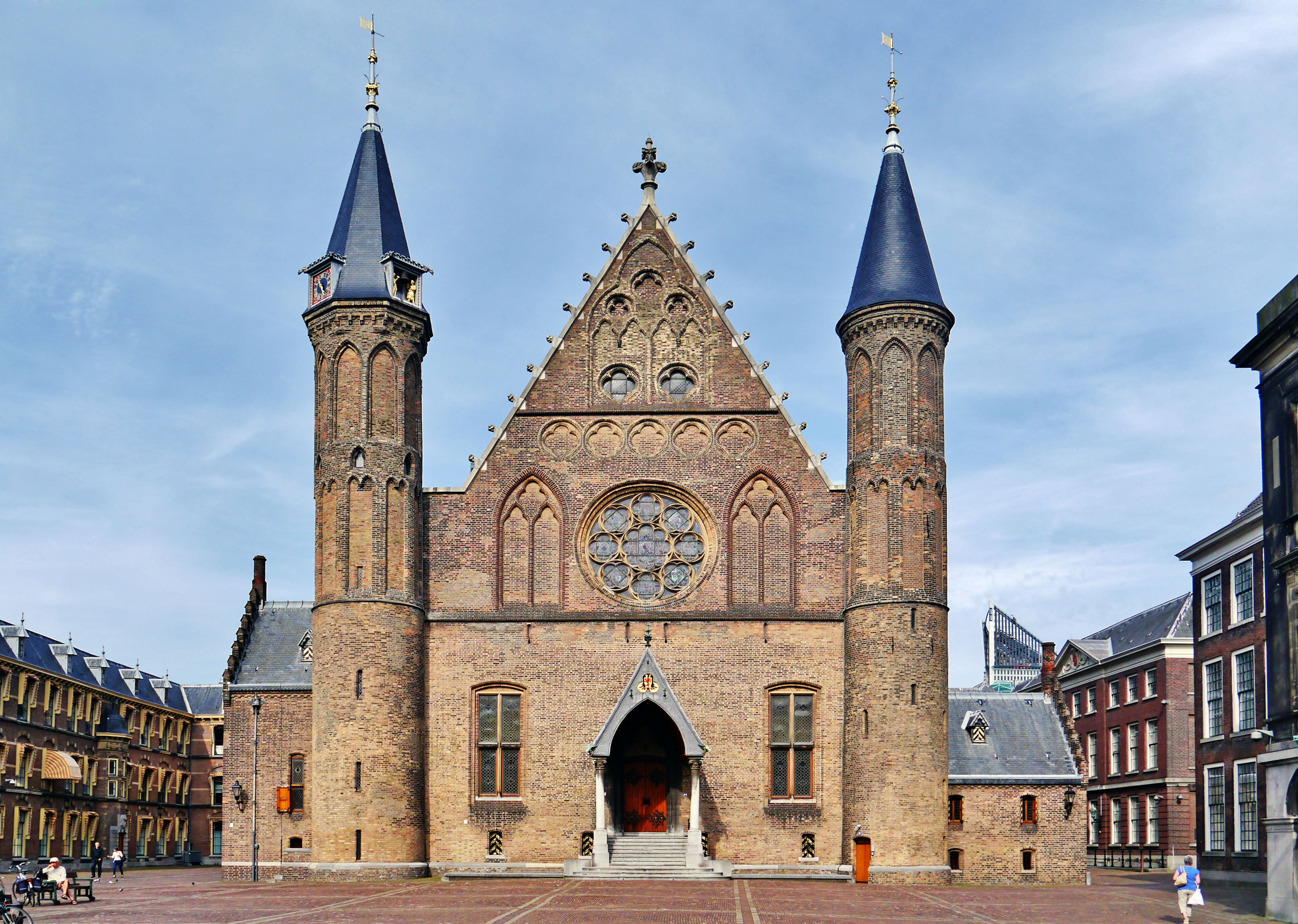
Ridderzaal
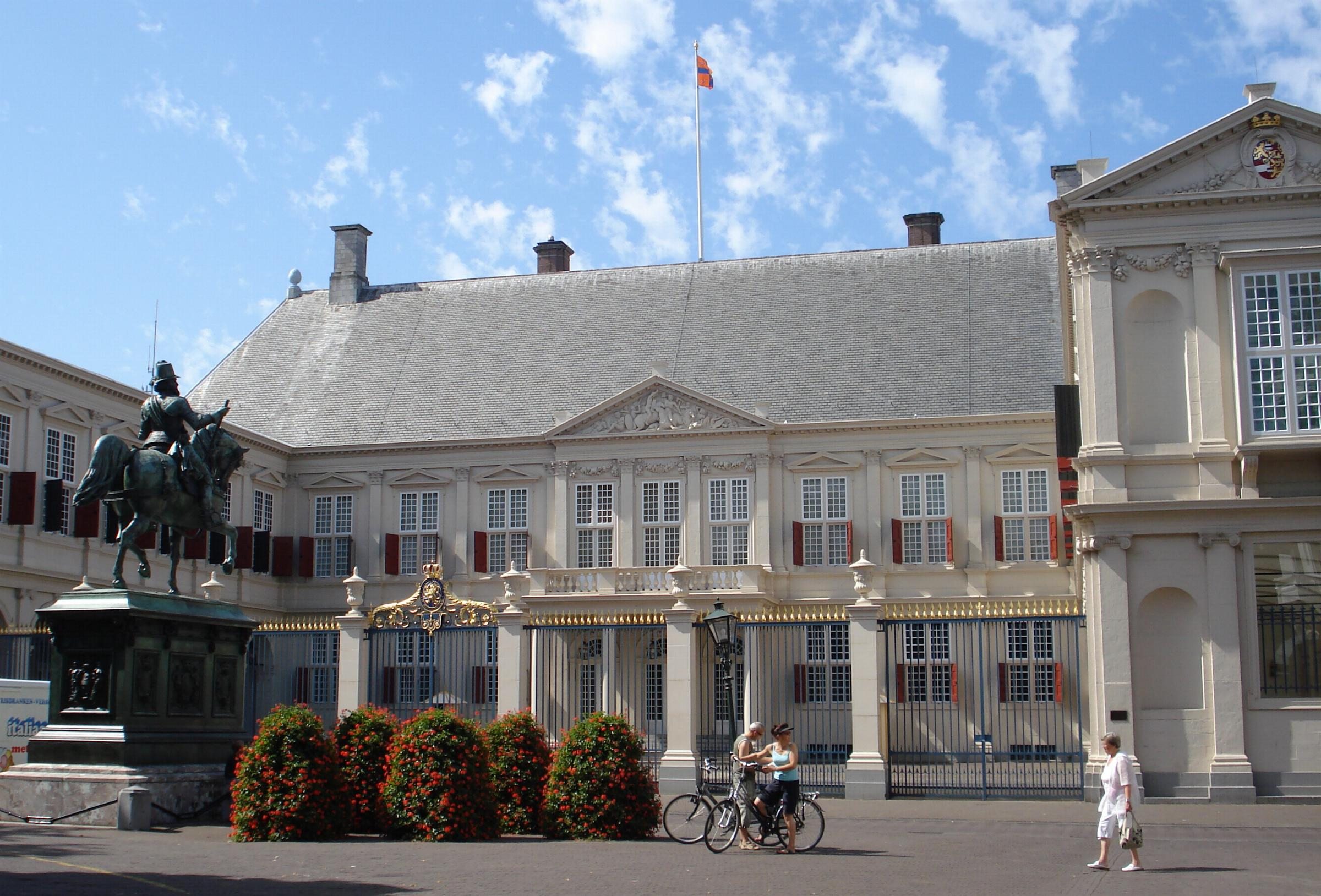
Paleis Noordeinde
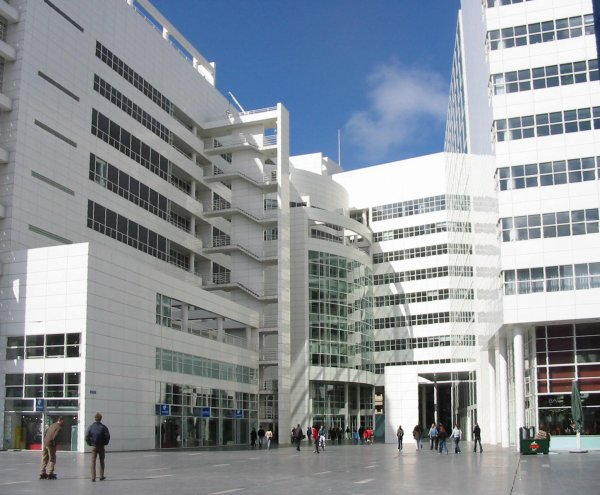
Nowy Ratusz
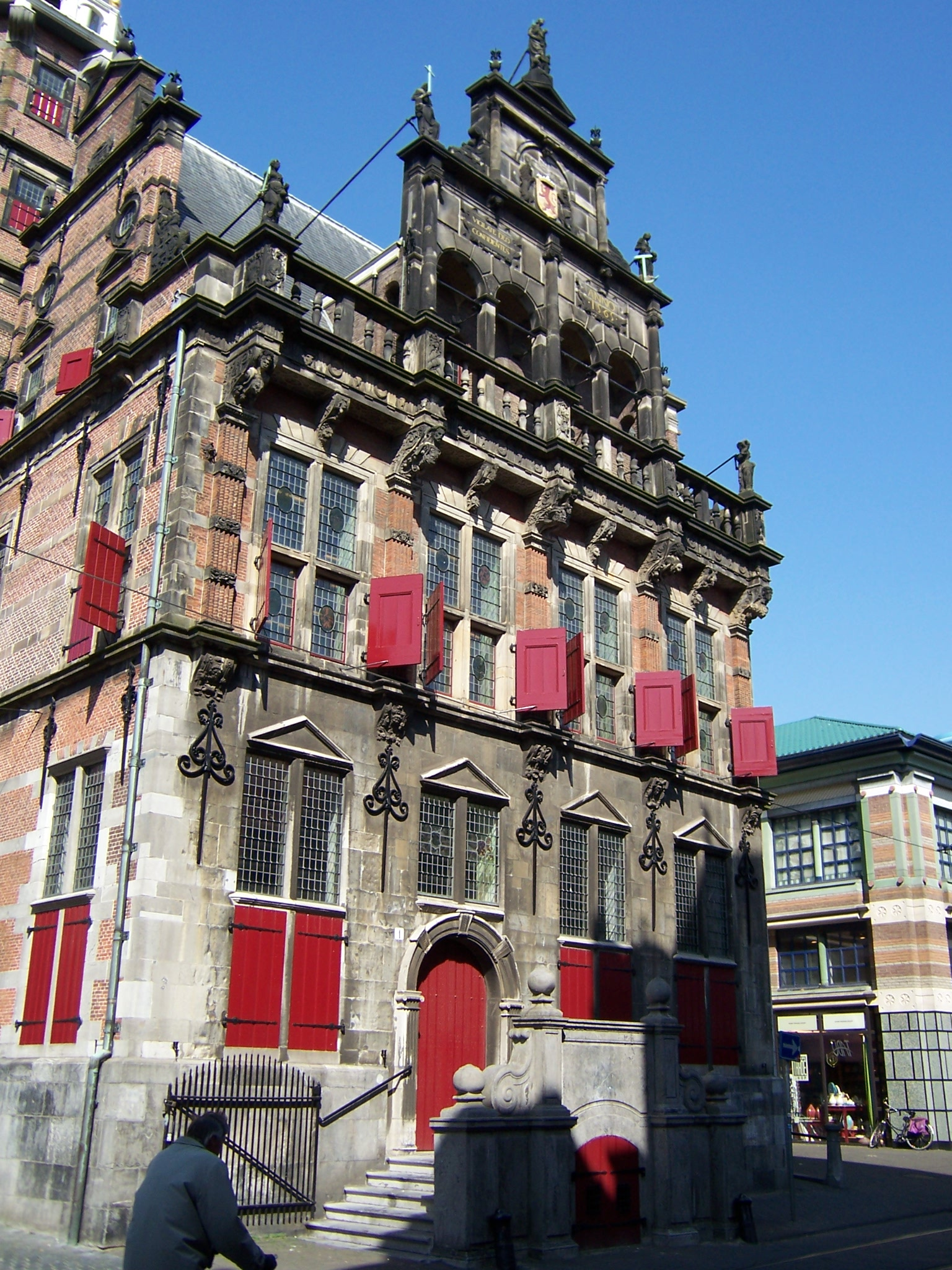
Stary Ratusz
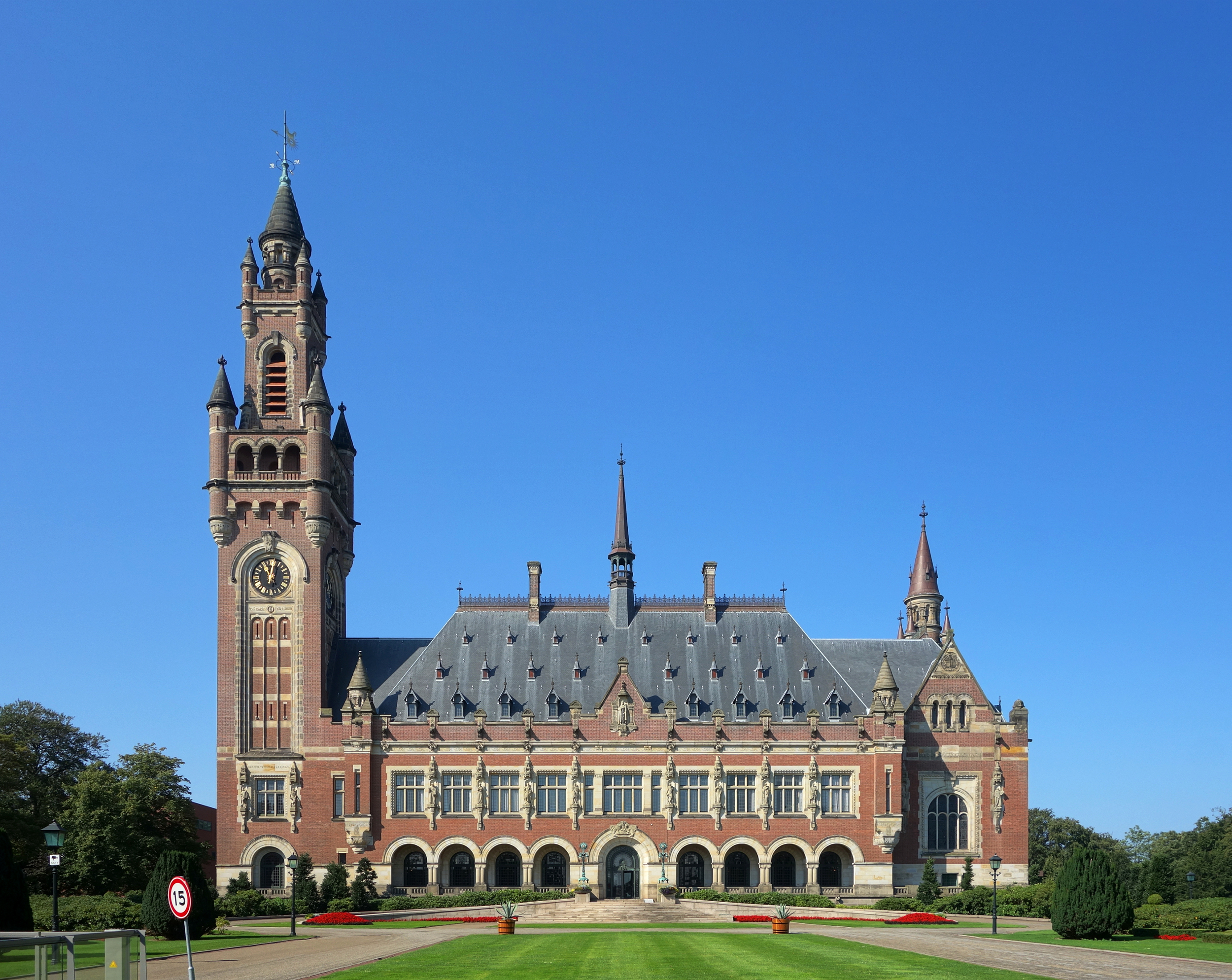
Pałac Pokoju
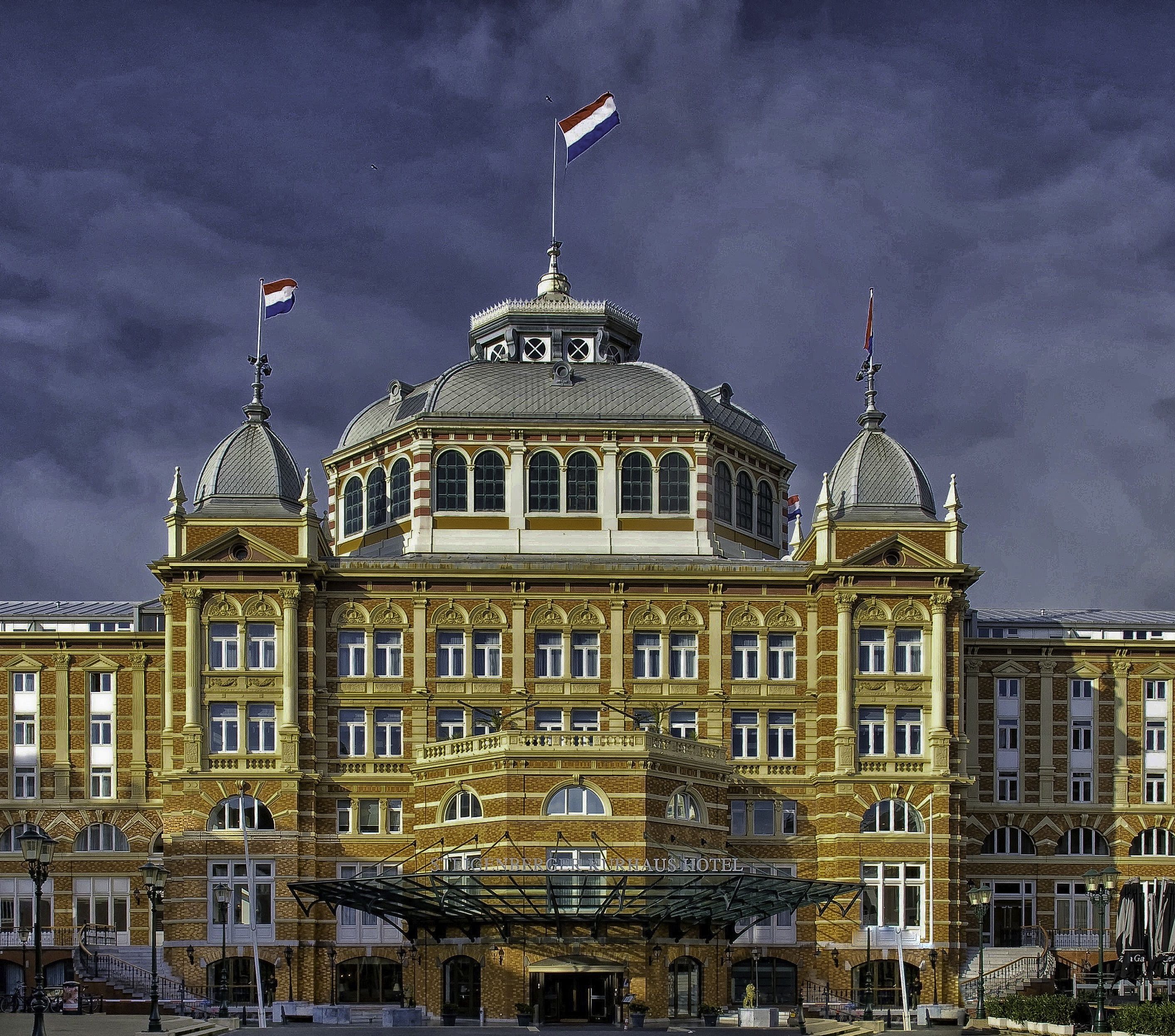
Kurhaus

## Atrakcje turystyczne
- Madurodam – miasteczko modeli najcenniejszych zabytków architektury Holandii
- Kąpielisko Scheveningen z molo

## Muzea
- Mauritshuis
- Museum Bredius

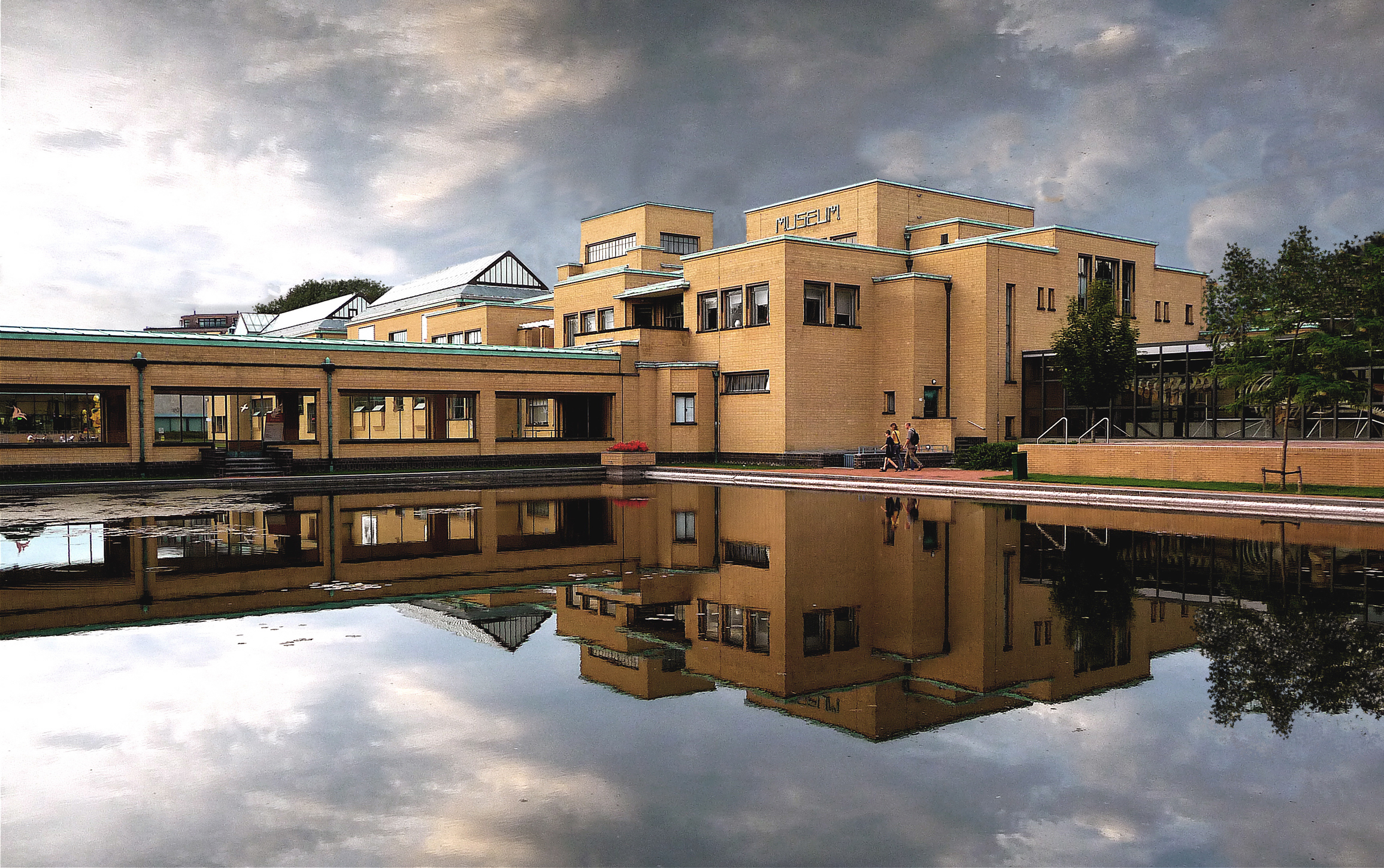
Kunstmuseum Den Haag

- Kunstmuseum Den Haag (m.in. prace Pieta Mondriana)
- Panorama Mesdag – malowidło panoramiczne
- Beelden aan Zee – XX-wieczna rzeźba
- Museon – muzeum nauki i techniki
- Escher Museum

## Demografia
Haga jest miastem wielonarodowościowym. Holendrzy stanowią tylko 44,4% mieszkańców. Pozostała większość 55,6% to przybysze. W Hadze jest największe skupisko Polaków w Holandii, liczy 14 820 osób, co stanowi 2,7% mieszkańców miasta. Polacy są obecnie piątą przybyłą grupą etniczną, a pierwszą jeśli chodzi o kraje Unii Europejskiej. Tylko osoby pochodzenia surinamskiego, tureckiego, marokańskiego i indonezyjskiego stanowią większe grupy etniczne.

Mieszkańcy Hagi według narodowości (01-01-2020)
| Grupa ludności                 | Liczba mieszkańców | %     |
| ------------------------------ | ------------------ | ----- |
| Holendrzy                      | 242 415            | 44,4% |
| Inne nie-zachodnie pochodzenie | 64 775             | 11,9% |
| Inne zachodnie pochodzenie     | 59 990             | 11,0% |
| Surinamskie pochodzenie        | 45 770             | 8,4%  |
| Tureckie pochodzenie           | 41 115             | 7,5%  |
| Marokańskie pochodzenie        | 32 350             | 5,9%  |
| Indonezyjskie pochodzenie      | 17 190             | 3,1%  |
| Polskie pochodzenie            | 14 820             | 2,7%  |
| Pochodzenie z Antyli i Aruby   | 12 684             | 2,6%  |
| Niemieckie pochodzenie         | 10 065             | 1,8%  |
| Belgijskie pochodzenie         | 3 195              | 0,6%  |
| Razem                          | 545 715            | 100%  |

Liczba Polaków mieszkających w Hadze

Mieszkańcy Hagi ogółem w kolejnych latach
| Rok  | Liczba mieszk. | Rok  | Liczba mieszk. | Rok  | Liczba mieszk. | Rok  | Liczba mieszk. |
| ---- | -------------- | ---- | -------------- | ---- | -------------- | ---- | -------------- |
| 1796 | 41 300         | 1970 | 550 000        | 2006 | 475 627        | 2012 | 502 055        |
| 1830 | 56 100         | 1980 | 456 886        | 2007 | 473 941        | 2013 | 505 856        |
| 1849 | 63 600         | 1990 | 441 506        | 2008 | 475 681        | 2014 | 508 940        |
| 1879 | 113 500        | 2000 | 441 094        | 2009 | 481 863        | 2015 | 514 861        |
| 1899 | 206 000        | 2003 | 463 800        | 2010 | 488 553        | 2016 | 519 988        |
| 1925 | 394 500        | 2004 | 469 568        | 2011 | 459 082        | 2017 | 524 882        |

Liczba mieszkańców Hagi pochodzenia polskiego w kolejnych latach
| Rok  | Liczba Polaków | %    | Rok  | Liczba Polaków | %    |
| ---- | -------------- | ---- | ---- | -------------- | ---- |
| 2006 | 2345           | 0,5% | 2012 | 8037           | 1,6% |
| 2007 | 2927           | 0,6% | 2013 | 8969           | 1,8% |
| 2008 | 3686           | 0,8% | 2014 | 9788           | 1,9% |
| 2009 | 4797           | 1,0% | 2015 | 11 031         | 2,1% |
| 2010 | 5821           | 1,2% | 2016 | 12 171         | 2,3% |
| 2011 | 6866           | 1,5% | 2017 | 13 078         | 2,5% |

## Transport

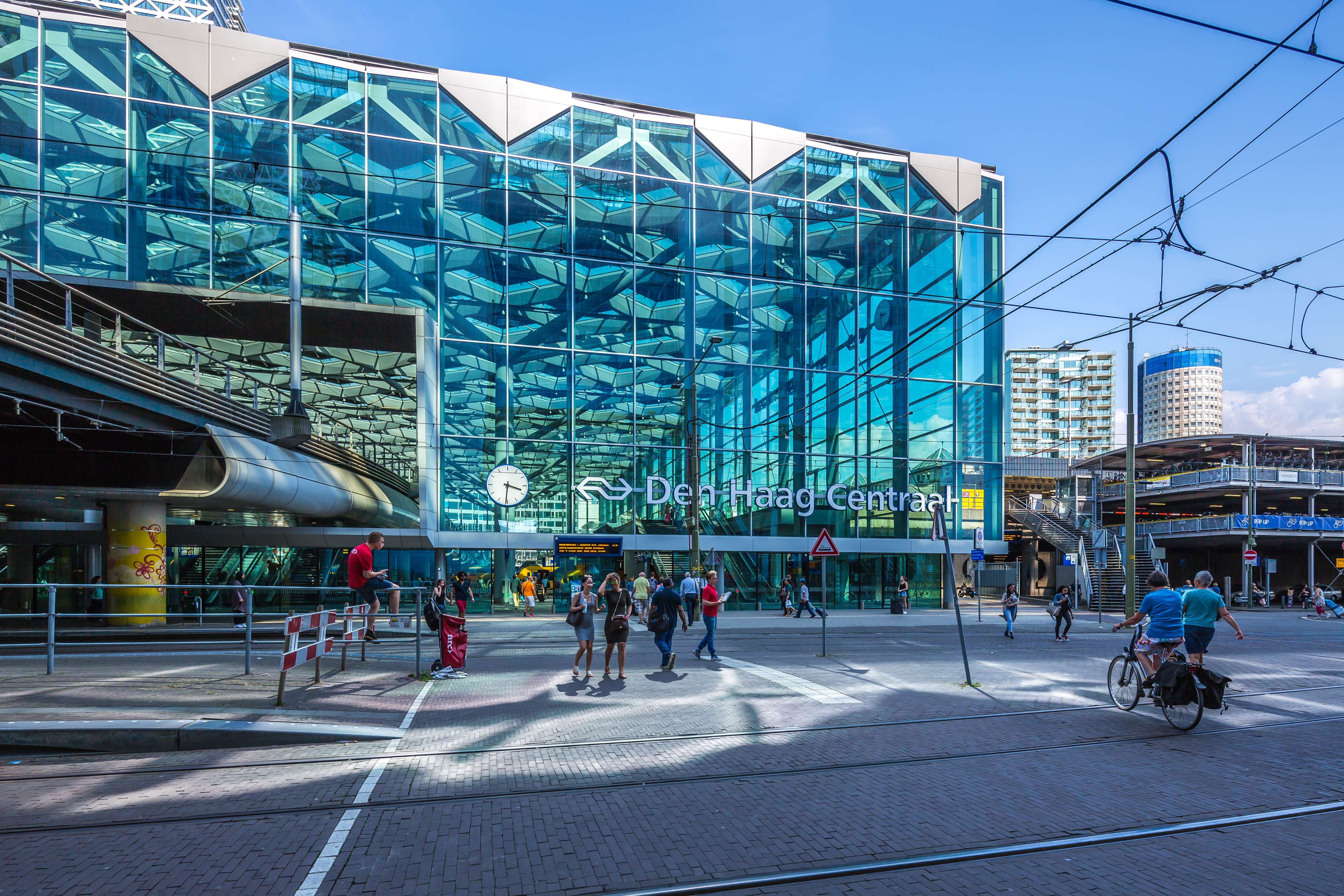
Den Haag Centraal

W Hadze znajdują się dwa duże dworce kolejowe:
- Den Haag Centraal – stacja końcowa, gdzie znajduje się także główny dworzec autobusowy w mieście
- Den Haag Hollands Spoor – stacja przelotowa, gdzie zatrzymuje się większość pociągów przejeżdżających przez Hagę

Port lotniczy Rotterdam jest najbliższy, ale port lotniczy Amsterdam-Schiphol jest częściej używany ze względu na połączenie kolejowe.
Komunikacja miejska
Cała Holandia dla komunikacji metrem, autobusowej i tramwajowej (w Hadze przedsiębiorstwo komunikacji nazywa się HTM) podzielona jest na strefy. Haskie strefy to 5400 (Centrum), 5410 (Scheveningen), 5413 (Leidschendam-Voorburg), 5414 (Kerkehout), 5416 (Rijswijk), 5419 (Den Haag Zuid-west lub inaczej Kijkduin/Loosduinen).
W mieście funkcjonuje sieć tramwajowa.

## Zespoły muzyczne
- Golden Earring,
- Shocking Blue – znani z utworu „Venus”,
- Dash Berlin – zespół DJ grający trance i progressive trance.

## Osobistości
- Paul Verhoeven – reżyser
- Jan Vermeer – malarz
- Michael Boogerd – kolarz
- Hendrik Casimir – fizyk
- Michel Faber – australijski pisarz
- Cornelis Johannes van Houten – astronom
- Conrad Busken Huet – pisarz
- Christiaan Huygens – astronom
- Gustav Krupp von Bohlen und Halbach – menedżer Friedrich Krupp AG w III Rzeszy
- Simon van der Meer – fizyk
- Aad de Mos – trener piłkarski
- Cees Nooteboom – pisarz
- Saskia Sassen – amerykańska socjolog
- Jan Tinbergen – ekonomista
- Nikolaas Tinbergen – przyrodnik
- Harry Vanda – australijski producent muzyczny
- Mariska Veres – piosenkarka Shocking Blue
- Adriaen de Vries – rzeźbiarz
- Jozias van Aartsen – polityk
- Dick Advocaat – trener piłkarski
- Anouk – wokalistka
- Willem Drees – premier
- Martin Jol – trener piłkarski
- Richard Krajicek – tenisista
- Ties Kruize – hokeista na trawie
- Mark Rutte – polityk
- Baruch Spinoza – filozof
- Enno Voorhorst – gitarzysta
- Rubi Pronk – tancerz

## Miasta partnerskie
- Warszawa, Polska[7]
- Juigalpa, Nikaragua[8]
- Betlejem, Palestyna[8]
- Nazaret, Izrael[8]
- Al-Husajma, Maroko[9]
- Nador, Maroko[9]
- Paramaribo, Surinam[9]
- Palembang, Indonezja[9]
- Taza, Maroko[9]